# Eudorcas rufina
La gacela roja (Eudorcas rufina) es una especie de bóvido extinta que habitó en Argelia y Marruecos.
De tamaño algo mayor que Eudorcas rufifrons, de rojo más oscuro y con algunas diferencias óseas, fue descrita como especie  en 1894 por Oldfield Thomas como Gazella rufina a partir de tres ejemplares vendidos en los mercados de Argelia. Se sabe que habitó entre Orán y Argel hasta 1880 y probablemente hasta 1950. En 2008, K. de Smet examinó uno de ejemplares originales y determinó que pertenecía a la especie Gazella rufifrons, especie posteriormente reconocida como E. rufifrons. También en 2008 se listó por parte de la UICN como especie con datos insuficientes a causa de la incertidumbre en la validez de la especie y la posibilidad de que haya sido una subespecie de E. rufifrons. Posteriormente, autores como D. Wilson, DA. Reeder, R. A. Mittermeier o C. P. Groves y colaboradores, la consideraron especie diferente.